# Agnes Henningsen
Agnes Kathinka Malling Henningsen, född Andersen den 18 november 1868 i Rynkeby, död den 21 april 1962 i Köpenhamn, var en dansk författare och ledamot av Danska Akademien. Hon var mor till Poul Henningsen och i sitt andra äktenskap gift med Simon Koch.
Henningsen väckte uppmärksamhet med Polens Døtre (1901), och gav därefter ut ett flertal romaner. Hennes specialområde var kvinnans känsloliv, särskilt erotiska problem, som hon skildrade intensivt och med stor psykologisk skicklighet. Hennes huvudverk är åtta memoardelar från Let gang paa jorden (1941) till Skygger over vejen (1955).

## Böcker på svenska
- Den stora kärleken: roman (okänd översättare, Åhlén & Åkerlund, 1919)
- Lättsinnets gåva (översättning Eva Marstrander, Folket i bild, 1957) (Letsindighedens gave, 1943)